# Friedrich von Boyneburgk
Carl Friedrich von Boyneburgk (* 17. April 1779 in Stedtfeld; † 19. September 1854 ebenda) war ein deutscher Komponist und Klarinettist sowie Kammerherr in Weimar und Erbherr auf Stedtfeld (Oberhaus).

## Leben
Carl Friedrich entstammt dem Adelsgeschlecht Boyneburg. Er war der Sohn des Weimarer Kammerrats und Oberforstmeisters Georg Friedrich von Boyneburg (1742–1811). Er wurde zunächst Kammerjunker am Weimarer Hof, später Kammerherr.
Friedrich von Boyneburgk nahm Unterricht bei Karl Gottlieb Umbreit und steht somit in der Linie der Schüler Johann Sebastian Bachs. Einige Kompositionsstudien haben sich in der Sammlung Manfred Gorke im Bach-Archiv Leipzig erhalten. Er galt als „sehr fruchtbarer Componist, fertiger Klavierspieler und guter Clarinettist“. Neben Klavierbearbeitungen einiger Opern von Komponisten wie Wolfgang Amadeus Mozart, Luigi Cherubini und Étienne-Nicolas Méhul publizierte er knapp 30 eigene Werke.

## Werke (Auswahl)
- Variations pour le pianoforte op. 1
- 12 Walses et 8 Ecossoises op. 7
- Grand Walse pour l’Orchestre des danses op. 9
- Introduction et Variations sur un thême de Weigl op. 10 für Klarinette und Orchester
- 2 Polonoises, 1 Cotillon, 6 Walses et 5 Ecossoises op. 15 für Klavier vierhändig
- 13 différentes Danses à l’Usage des Elèves avancés op. 20 für Klavier vierhändig
- 2 Polonoises, 2 Cotillons et 9 Walses op. 23 für Klavier vierhändig
- Sophien-Walzer op. 26